# Wayne MacVeagh

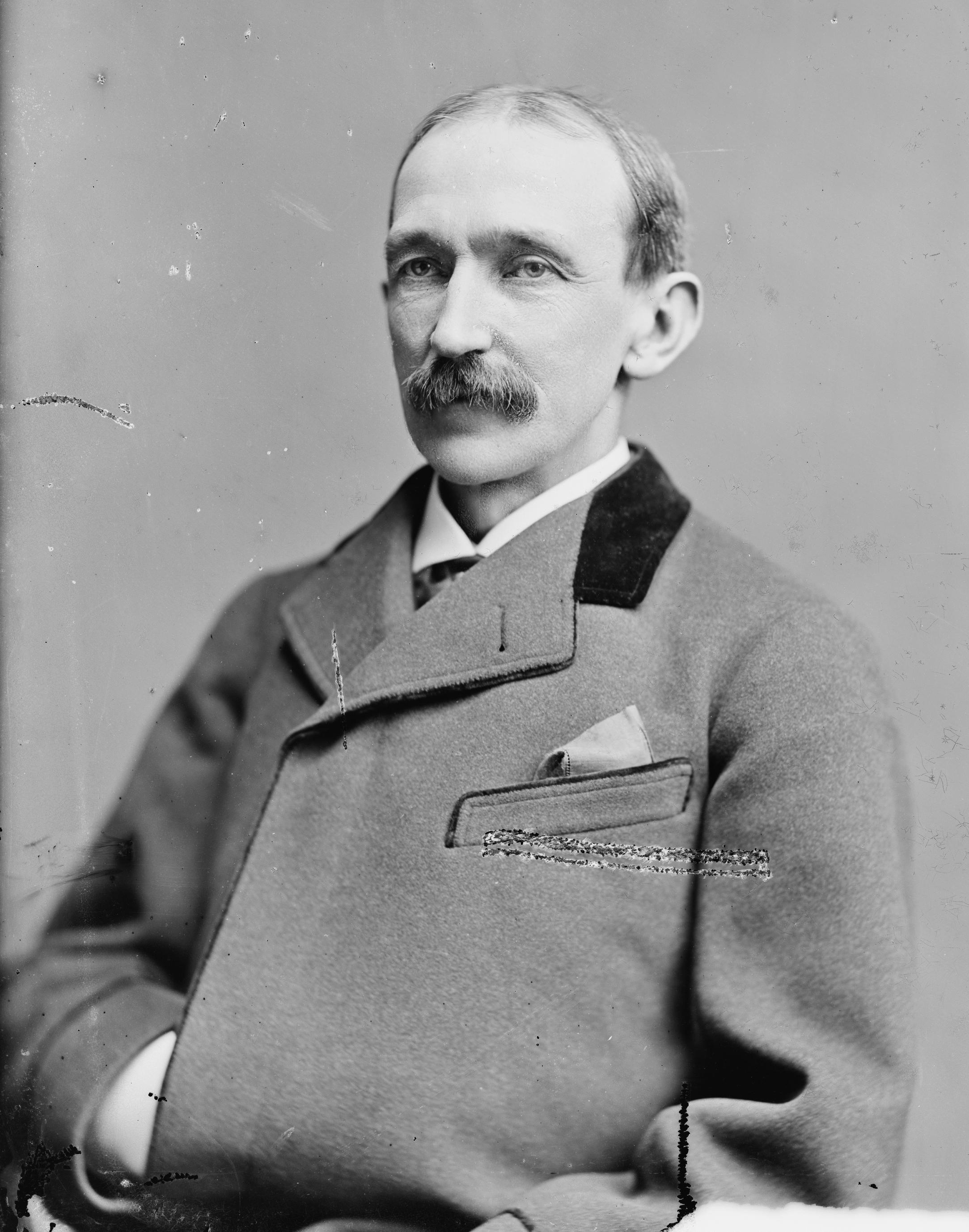
Wayne MacVeagh

Wayne MacVeagh, född den 19 april 1833 i Phoenixville, Pennsylvania, död den 11 januari 1917 i Washington DC, var amerikansk politiker och diplomat.
MacVeagh studerade vid Yale University i New Haven, Connecticut. Han deltog i amerikanska inbördeskriget som kapten av infanteriet och som major av kavalleriet.
Han var en framträdande politiker i det republikanska partiet och motståndare till sin svärfar, senator Simon Cameron.
MacVeagh var ambassadör i Turkiet 1870-1871. 1881 tjänstgjorde han som USA:s justitieminister under president James A. Garfield, men avgick efter mordet på Garfield.
1892 stödde MacVeagh demokraternas presidentkandidat Grover Cleveland och efter Clevelands seger fick tjänsten som ambassadör i Italien, där han var 1893-1897. MacVeagh återvände till det republikanska partiet 1896.
Wayne MacVeaghs bror Franklin MacVeagh var USA:s finansminister under president William Howard Taft.